# Kings City
Kings City est un parc à thème biblique d'Eilat, en Israël, qui a été inauguré en juin 2005. Il a nécessité un investissement d'environ USD 40 millions. Il est la propriété d’"Africa Israel", d’"Elran Real Estate Ltd" et d'un investisseur suisse.
Le parc peut accueillir 4 500 visiteurs par jour.
En décembre 2005, Africa Israel, l'un des trois propriétaires de City Kings, et une autre entreprise israélienne, International Polar, ont annoncé qu'ils avaient signé un accord pour construire un parc d'attractions géant en Caroline du Sud pour un coût de USD 360 millions.
En janvier 2006, un consortium dirigé par l'évangéliste Pat Robertson et son Christian Broadcasting Network était en négociation avec le gouvernement d'Israël pour construire un « Christian Heritage Center » à l'extrémité nord de la mer de Galilée, au nord de Capharnaüm.

## Attractions

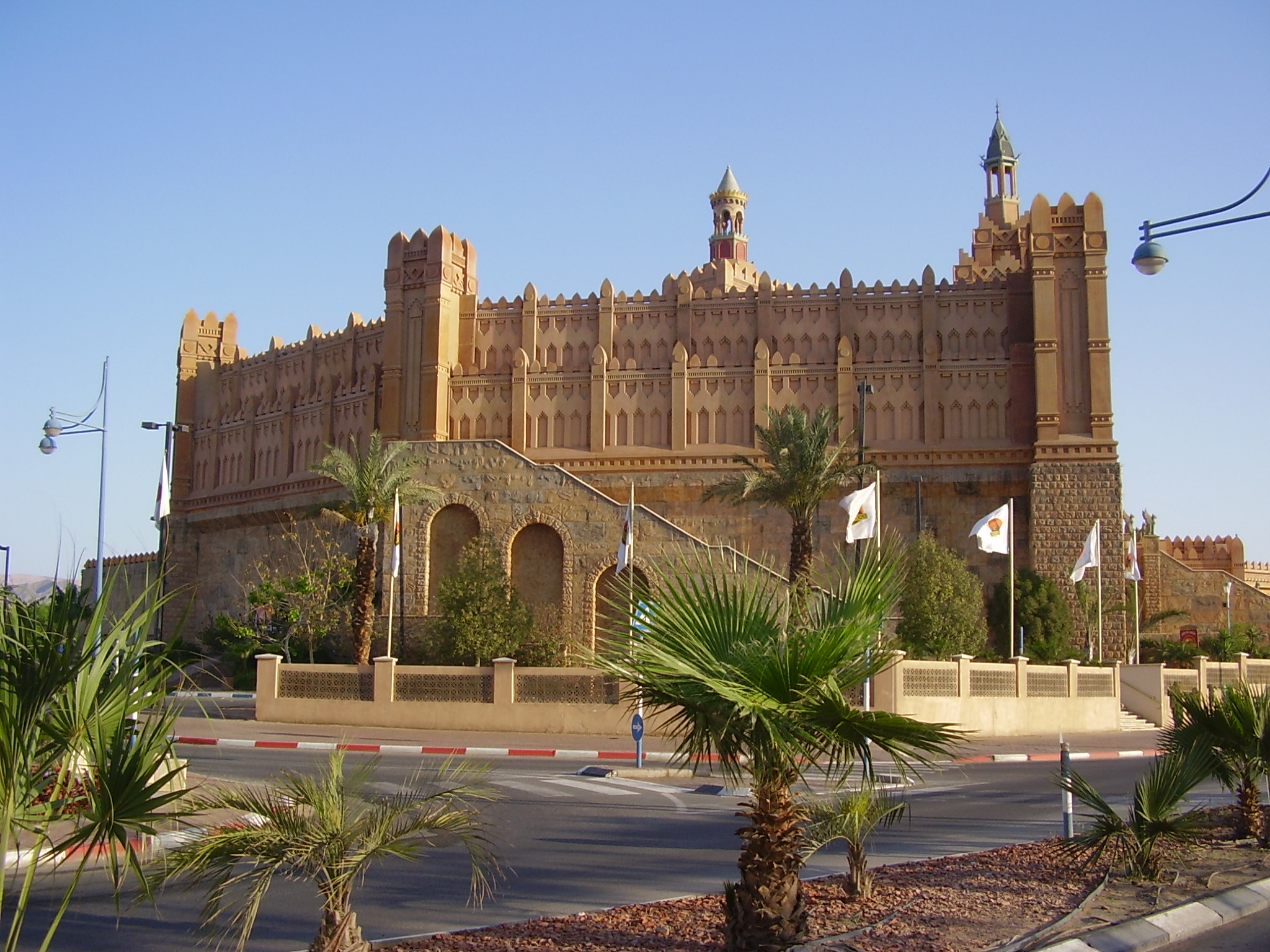
Vue extérieure de Kings City

Construit sur 40 000 pieds carrés (3 700 m2) sur trois niveaux, le parc ressemble à un palais du roi. Le palais comporte quatre sections :
- Journey To The Past - Un voyage à l'époque des pharaons de l'Égypte ancienne par le biais d'un cinéma 4-D composé d'immenses écrans panoramiques qui donnent l'impression de flotter au-dessus des palais de Pharaon et de temples.
- Grotte d'illusions et de la Sagesse - Cette grotte a été construite pour célébrer et honorer la sagesse du roi Salomon ; elle comprend plus de 70 illusions d'optique, des labyrinthes, des tests d'auto[Quoi ?] et d'autres défis interactifs.
- Bible Cave - Un voyage en profondeur dans le sol et dans les mines du roi Salomon, avec des scènes bibliques célèbres affichées dans des niches creusées dans les murs.
- King Solomon's waterfall - Une promenade en bateau qui suit le récit de vie du roi Salomon. Les visiteurs naviguent à travers sept grottes, chacun marquante un chapitre dans la vie du roi Salomon, et terminent en glissant vers les chutes du lac du roi Salomon à côté de son château. (Pour des raisons de sécurité, la taille minimale des visiteurs est de 120 cm).

## Horaires et prix
En mai 2007, l'entrée à Kings City coûte 25 USD par adulte et 22 USD par enfant.
L'entrée est 09h00-22h00 (ouvert jusqu'à 01h00) dimanche - jeudi (fermé vendredi après-midi au samedi soir pour le Sabbat). Les heures exactes varient selon les saisons.

## Articles
Six établissements de restauration rapide offrent un éventail de choix alimentaires, avec environ 300 places. Il y a aussi un café, une boutique de souvenirs et un magasin de photographie.